# ألكس بورستين
ألكس بورستين (بالإنجليزية: Alex Borstein) (و. 1971  م) هي ممثلة هزلية، وكاتبة سيناريو، ومغنية، وممثلة تلفزيونية، وممثلة أفلام، وممثلة صوت أمريكية، ولدت في هايلاند بارك.

## التعليم
تعلمت في جامعة سان فرانسيسكو الحكومية.

## وصلات خارجية
- ألكس بورستين على موقع IMDb (الإنجليزية)
- ألكس بورستين على موقع روتن توميتوز (الإنجليزية)
- ألكس بورستين على موقع ألو سيني (الفرنسية)
- ألكس بورستين على موقع ميوزك برينز (الإنجليزية)
- ألكس بورستين على موقع أول موفي (الإنجليزية)
- ألكس بورستين على موقع قاعدة بيانات الأفلام السويدية (السويدية)
- ألكس بورستين على موقع إن إن دي بي (الإنجليزية)
- ألكس بورستين على موقع ديسكوغز (الإنجليزية)
- ألكس بورستين على موقع قاعدة بيانات الفيلم (الإنجليزية)
- ألكس بورستين على موقع كينوبويسك (الروسية)